# Pierrot

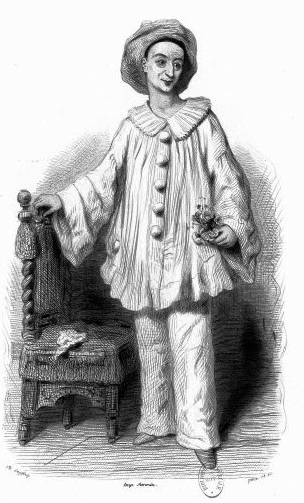
Il Pierrot Paul Legrand, mimo dell'Ottocento.

Pierrot è una maschera della commedia dell'arte italiana nata in Francia verso la fine del Seicento.

## Le origini

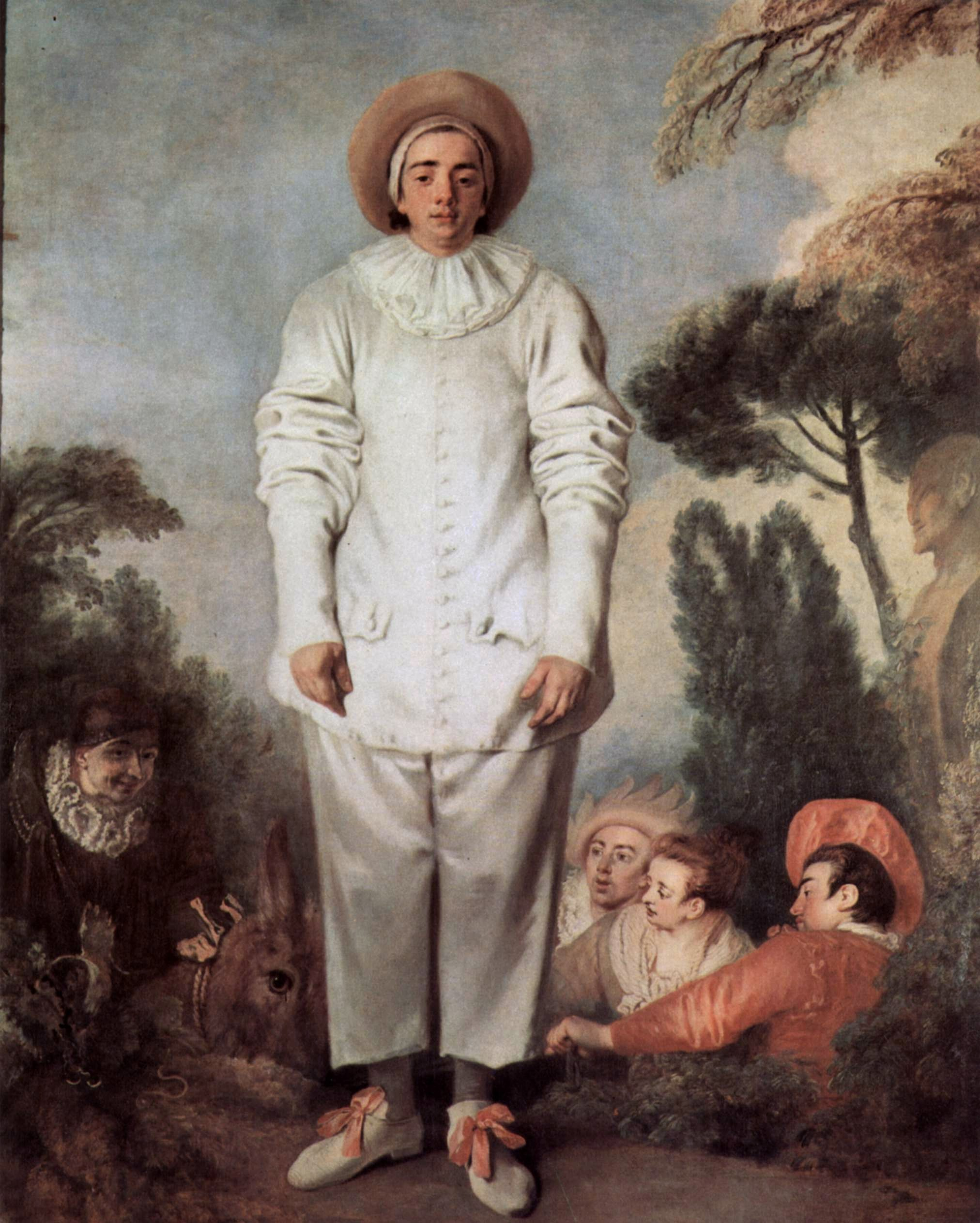
Antoine Watteau, Gilles.

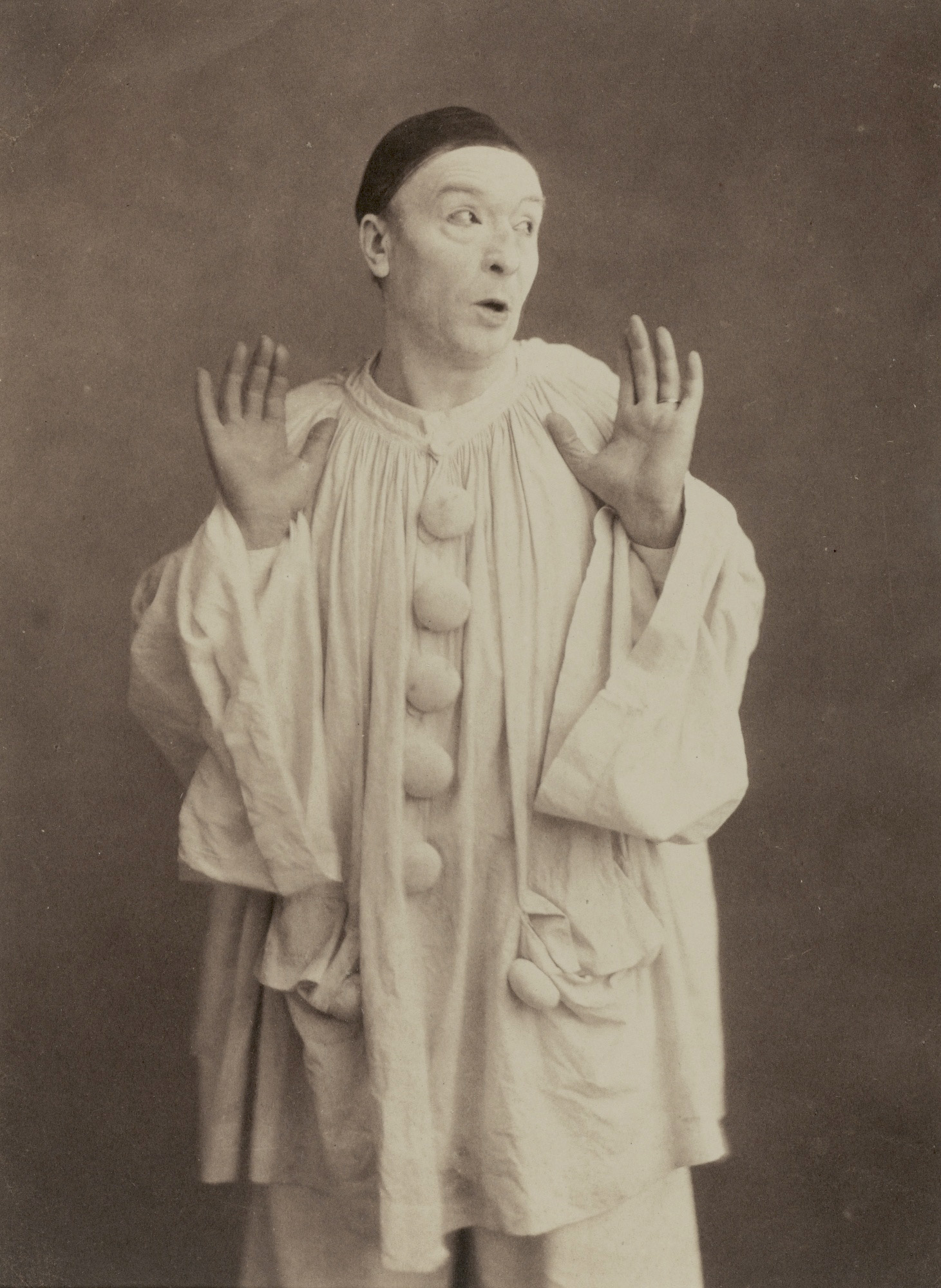
Paul Legrand nel ruolo di Pierrot, 1855 circa. Fotografia di Nadar.

Il nome di Pierrot è un francesismo che deriva dal personaggio italiano della commedia dell'arte, uno dei primi Zanni, Pedrolino, interpretato nella celebre Compagnia dei Gelosi da Giovanni Pellesini alla fine del Cinquecento. Il personaggio fu portato in Francia, dove entrò a far parte dei repertori delle Compagnie francesi con il nome di Pierrot grazie all'apporto di Giuseppe Geratoni che per primo lo introdusse nel 1673; ma il primo grande Pierrot fu ancora un italiano, Fabio Antonio Sticotti (1676-1741). In seguito il personaggio fu perfezionato dal figlio Antonio-Jean Sticotti (1715?-1772) che lo esportò anche in Germania.
Gli Sticotti reinventarono e diedero nuova vita a questo personaggio adattandolo al gusto dei francesi e poi del pubblico delle corti europee. Nella versione francese Pierrot perse le caratteristiche di astuzia e doppiezza proprie dello Zanni per diventare il mimo malinconico innamorato della luna, quello che compare con il nome di Gilles nel celebre quadro di Antoine Watteau.
Il mimo Jean-Gaspard Debureau (1796-1846), rappresentò il Pierrot ottocentesco dal 1826 al Théâtre des Funambules. La vita di Debureau ispirò al regista cinematografico francese Marcel Carné il personaggio di Baptiste del film Les enfants du Paradis. Debureau definì le caratteristiche che in seguito ne definirono l'iconografia: un ampio abito bianco con bottoni neri e un piccolo cappello nero sul viso dipinto di bianco.